# Liste der Naturdenkmale im Kreis Segeberg
Die Liste der Naturdenkmale im Kreis Segeberg enthält die Naturdenkmale im Kreis Segeberg in Schleswig-Holstein.

## Liste
Link zu einem Kartenansichtstool (u. a. um Koordinaten zu setzen)

| Bild            | Bezeichnung                                                  | Ort               | Lage                               | Beschreibung | Datum            | Nummer        |
| --------------- | ------------------------------------------------------------ | ----------------- | ---------------------------------- | ------------ | ---------------- | ------------- |
| Fotos hochladen | Kalkberg mit dem kleinen Segeberger See                      | Bad Segeberg      | (53° 56′ 8,2″ N, 10° 18′ 59,9″ O)  |              |                  |               |
| BW              | Eibe am Amtsgericht                                          | Bad Segeberg      | (53° 56′ 1,8″ N, 10° 19′ 16″ O)    |              | 25. Juli 2006    | 2-1           |
| Fotos hochladen | Eiche vor Glaserei Wohler                                    | Kaltenkirchen     | (53° 50′ 19,2″ N, 9° 57′ 30,2″ O)  |              | 25. Juli 2006    | 3-1           |
| Fotos hochladen | Eiche vor dem neuen Rathaus                                  | Kaltenkirchen     | (53° 50′ 12,5″ N, 9° 57′ 41,7″ O)  |              | 25. Juli 2006    | 3-2           |
| Fotos hochladen | Eiche in der Schulstraße                                     | Kaltenkirchen     | (53° 50′ 10,9″ N, 9° 57′ 41″ O)    |              | 25. Juli 2006    | 3-3           |
| BW              | Eiche vor dem Pastorat                                       | Kaltenkirchen     | (53° 50′ 21,5″ N, 9° 57′ 34,6″ O)  |              | 25. Juli 2006    | 3-4           |
| Fotos hochladen | Buche im Pastoratsgarten                                     | Kaltenkirchen     | (53° 50′ 19,6″ N, 9° 57′ 37″ O)    |              | 25. Juli 2006    | 3-5           |
| Fotos hochladen | Linde am Zigeunerweg                                         | Kaltenkirchen     | (53° 51′ 13,1″ N, 9° 57′ 34″ O)    |              | 25. Juli 2006    | 3-6           |
| BW              | Eiche vor dem Kindergarten                                   | Boostedt          | (54° 0′ 31,1″ N, 10° 1′ 57″ O)     |              | 25. Juli 2006    | 6-1           |
| Fotos hochladen | 3 Eichen in Götzberg                                         | Henstedt-Ulzburg  | (53° 47′ 33,2″ N, 10° 2′ 26,4″ O)  |              | 25. Juli 2006    | 7-1           |
| Fotos hochladen | Hainbuche am Dreiüm                                          | Ellerau           | (53° 45′ 45″ N, 9° 56′ 13,4″ O)    |              | 25. Juli 2006    | 9-1           |
| BW              | Eiche Dorfstraße 4                                           | Bimöhlen          | (53° 56′ 7,7″ N, 9° 57′ 24,5″ O)   |              | 25. Juli 2006    | 1102-1        |
| BW              | Eiche Glückstädter Str. 40                                   | Mönkloh           | (53° 53′ 18,6″ N, 9° 47′ 12,3″ O)  |              | 25. Juli 2006    | 1112-1        |
| Fotos hochladen | 7 Eichen Glückstädter Str. 41 bis 43                         | Mönkloh           | (53° 53′ 18,8″ N, 9° 47′ 16,1″ O)  |              | [ 7 ]            | 1112-2        |
| BW              | Eiche Osterdoor                                              | Wiemersdorf       | (53° 57′ 20,8″ N, 9° 54′ 33,5″ O)  |              | 25. Juli 2006    | 1114-1        |
| BW              | Doppeleiche Mühlenstraße                                     | Bornhöved         | (54° 4′ 11,3″ N, 10° 13′ 48,5″ O)  |              | 25. Juli 2006    | 1201-1        |
| BW              | Eiche Steindamm 28                                           | Itzstedt          | (53° 48′ 26,9″ N, 10° 9′ 52″ O)    |              | 25. Juli 2006    | 1301-1        |
| Fotos hochladen | 2 Eichen am Ehrenmal                                         | Nahe              | (53° 47′ 40,1″ N, 10° 8′ 7,4″ O)   |              | 25. Juli 2006    | 1303-1        |
| BW              | Eiche Wakendorfer Str. 34                                    | Nahe              | (53° 47′ 43,3″ N, 10° 7′ 55,8″ O)  |              | 25. Juli 2006    | 1303-2        |
| Fotos hochladen | Eiche Twiete 25                                              | Nahe              | (53° 47′ 49,5″ N, 10° 8′ 24,8″ O)  |              | 25. Juli 2006    | 1303-3        |
| BW              | Eiche Wakendorfer Str. 11                                    | Nahe              | (53° 47′ 50,3″ N, 10° 8′ 17,3″ O)  |              | 25. Juli 2006    | 1303-4        |
| BW              | Eibe hinter dem Herrenhaus                                   | Sülfeld/Borstel   | (53° 49′ 5,4″ N, 10° 11′ 55,1″ O)  |              | 25. Juli 2006    | 1306-1        |
| Fotos hochladen | Lindenallee vor dem Forschungsinstitut                       | Sülfeld/Borstel   | (53° 49′ 15,6″ N, 10° 11′ 50,1″ O) |              | 25. Juli 2006    | 1306-2        |
| BW              | Eiche am Vierthof 2                                          | Sülfeld           | (53° 48′ 25,5″ N, 10° 12′ 34,2″ O) |              | 25. Juli 2006    | 1306-3        |
| BW              | Lindenreihen am Friedhof                                     | Sülfeld           | (53° 48′ 8,2″ N, 10° 13′ 37,7″ O)  |              | 25. Juli 2006    | 1306-4        |
| BW              | Linde vor dem Pastorat                                       | Sülfeld           | (53° 48′ 5,7″ N, 10° 13′ 53,2″ O)  |              | 25. Juli 2006    | 1306-5        |
| Fotos hochladen | Eibe Dorfstraße 13                                           | Nützen            | (53° 51′ 56,9″ N, 9° 55′ 10,6″ O)  |              | 25. Juli 2006    | 1406-1        |
| Fotos hochladen | Eiche Dammbek 1                                              | Schmalfeld        | (53° 52′ 54″ N, 9° 58′ 54,6″ O)    |              | 25. Juli 2006    | 1407-1        |
| Fotos hochladen | Eiche im Wohldweg                                            | Oersdorf          | (53° 50′ 29,7″ N, 9° 59′ 37,5″ O)  |              | 25. Juli 2006    | 1504-1        |
| Fotos hochladen | Eiche Dorfstr. 2                                             | Bebensee          | (53° 52′ 33,5″ N, 10° 17′ 57,9″ O) |              | 25. Juli 2006    | 1602-1        |
| Fotos hochladen | Eiche auf dem Parkplatz des Forstamtes                       | Buchholz          | (53° 57′ 11″ N, 10° 7′ 28,1″ O)    |              | 25. Juli 2006    | 1603-1        |
| Fotos hochladen | Douglasfichte gegenüber dem Forstamt                         | Buchholz          | (53° 57′ 14,5″ N, 10° 7′ 27,8″ O)  |              | 25. Juli 2006    | 1603-2        |
| Fotos hochladen | Eiche Dorfstr. 32                                            | Groß Niendorf     | (53° 50′ 43,9″ N, 10° 14′ 39,5″ O) |              | 25. Juli 2006    | 1605-1        |
| Fotos hochladen | Blutbuche Heiderfelder Straße                                | Leezen            | (53° 52′ 7,2″ N, 10° 14′ 51″ O)    |              | 25. Juli 2006    | 1608-1        |
| BW              | Buche beim Feuerwehrhaus                                     | Daldorf           | (54° 0′ 59″ N, 10° 14′ 59,8″ O)    |              | 25. Juli 2006    | 1701-1        |
| BW              | Linde vor Gaststätte Radtke                                  | Groß Kummerfeld   | (54° 3′ 3,8″ N, 10° 4′ 23,2″ O)    |              | 25. Juli 2006    | 1702-1        |
| BW              | 2 Eichen südwestlich Steinrade                               | Pronstorf         | (53° 58′ 3,4″ N, 10° 27′ 49,6″ O)  |              | 25. Juli 2006    | 1812-1        |
| BW              | Buche auf dem Friedhof                                       | Pronstorf         | (53° 57′ 34,1″ N, 10° 28′ 19,1″ O) |              | 25. Juli 2006    | 1812-2        |
| BW              | Eichenüberhälter am Weg zum NSG                              | Strukdorf         | (53° 54′ 55,6″ N, 10° 28′ 42,9″ O) |              | 25. Juli 2006    | 1816-1        |
| BW              | Eiche im Knick                                               | Strukdorf         | (53° 54′ 55,6″ N, 10° 29′ 25,6″ O) |              | 25. Juli 2006    | 1816-2        |
| BW              | Eiche bei der alten Schule                                   | Strukdorf         | (53° 55′ 10,9″ N, 10° 29′ 11,8″ O) |              | 25. Juli 2006    | 1816-3        |
| BW              | Blutbuche Dorfstr. 5                                         | Weede/Steinbek    | (53° 55′ 15,6″ N, 10° 24′ 16,5″ O) |              | 25. Juli 2006    | 1818-1        |
| BW              | Lindenallee und Lindenrondell im historischen Park           | Traventhal        | (53° 52′ 53,7″ N, 10° 19′ 42″ O)   |              | 25. Juli 2006    | 1820-1        |
| BW              | Eiche Dorfstr. 14                                            | Traventhal        | (53° 53′ 58,3″ N, 10° 19′ 28,4″ O) |              | 25. Juli 2006    | 1820-2        |
| BW              | Hülse (Ilex) am Schlagberg                                   | Krems II          | (54° 0′ 26,6″ N, 10° 22′ 25,3″ O)  |              | 25. Juli 2006    | 1902-1        |
| BW              | 9 Eichen im Gutspark                                         | Krems II          | (53° 59′ 30,6″ N, 10° 22′ 34,7″ O) |              | 25. Juli 2006    | 1902-2        |
| BW              | Eichen, Kastanien und Buchen von Nehms nach Muggesfelde      | Nehms/Muggesfelde | (54° 1′ 19,8″ N, 10° 20′ 35,5″ O)  |              | 25. Juli 2006    | 1903-1        |
| BW              | Eiche in Muggesfelde                                         | Nehms/Muggesfelde | (54° 1′ 41,6″ N, 10° 20′ 28,8″ O)  |              | 25. Juli 2006    | 1903-2        |
| BW              | Eiche an der alten Gutszufahrt                               | Nehms/Muggesfelde | (54° 1′ 33,9″ N, 10° 20′ 25,7″ O)  |              | 25. Juli 2006    | 1903-3        |
| BW              | Linde südlich der Straße von Quaal zum Gut Rohlstorf         | Rohlstorf         | (53° 57′ 55,3″ N, 10° 23′ 51,7″ O) |              | 25. Juli 2006    | 1904-1        |
| BW              | Eiche südlich der Straße von Berlin nach Kiekut              | Seedorf           | (54° 1′ 51″ N, 10° 26′ 15,4″ O)    |              | 25. Juli 2006    | 1905-1        |
| BW              | Eiche in Fährkate                                            | Wensin            | (53° 58′ 34″ N, 10° 23′ 25,5″ O)   |              | 25. Juli 2006    | 1907-1        |
| BW              | Eiche nördlich des Feldweges von Feldscheide Richtung Westen | Wensin            | (53° 59′ 23″ N, 10° 23′ 46,2″ O)   |              | 25. Juli 2006    | 1907-2        |
| BW              | Eiche vor der Amtsverwaltung                                 | Wensin            | (53° 59′ 54,4″ N, 10° 25′ 0,7″ O)  |              | 25. Juli 2006    | 1907-3        |
| BW              | Esche am Wardersee                                           | Wensin            | (53° 58′ 34,1″ N, 10° 23′ 28″ O)   |              | 25. Juli 2006    | 1907-4        |
| Fotos hochladen | Buche Tangstedter Weg 83                                     | Norderstedt       | (53° 42′ 26,5″ N, 10° 3′ 32,4″ O)  |              | 3. November 2010 | Norderstedt-1 |
| Fotos hochladen | Eichen-Buchen-Redder am Hopfenweg                            | Norderstedt       | (53° 41′ 46″ N, 10° 3′ 8,2″ O)     |              | 3. November 2010 | Norderstedt-2 |
| Fotos hochladen | Buche Johann-Hinrich-Wichern-Straße 1                        | Norderstedt       | (53° 43′ 28,2″ N, 10° 0′ 16,2″ O)  |              | 3. November 2010 | Norderstedt-3 |
| Fotos hochladen | Eiche vor Am Tarpenufer 10                                   | Norderstedt       | (53° 40′ 52,2″ N, 9° 59′ 49,5″ O)  |              | 3. November 2010 | Norderstedt-4 |
| Fotos hochladen | Blutbuche Kirchenstraße 1                                    | Norderstedt       | (53° 40′ 43,5″ N, 9° 58′ 8,8″ O)   |              | 3. November 2010 | Norderstedt-5 |
| Fotos hochladen | Eiche Ohlenhoff 14                                           | Norderstedt       | (53° 40′ 29,9″ N, 9° 57′ 59,2″ O)  |              | 3. November 2010 | Norderstedt-6 |